# Alberto Ammann
Alberto Ammann, född 20 oktober 1978 i Córdoba, är en argentinsk skådespelare.
Ammann har bland annat medverkat i TV-serierna Narcos: Mexiko, Griselda och filmen Upon Entry.

## Filmografi (i urval)
- 2009 – Cell 211
- 2018–2021 – Narcos: Mexiko (TV-serie)
- 2022 – Upon Entry
- 2024 – Griselda (TV-serie)